# تشم طاق
تشم طاق هي قرية في مقاطعة لنجان، إيران. عدد سكان هذه القرية هو 1,112 في سنة 2006.